# Wilhelm Walcher
Wilhelm Walcher (* 7. Juli 1910 in Kaufbeuren, Allgäu; † 9. November 2005 in Marburg an der Lahn) war Universitätsprofessor der Physik und mit seinen Mitarbeitern an der Universität Marburg Autor des bekannten Lehrbuches Praktikum der Physik, das seit 1966 in vielen Auflagen erscheint.

## Leben
Er studierte an der TU München und der Technischen Hochschule Charlottenburg und schloss 1933 als Diplom-Ingenieur ab. Im selben Jahr trat er dem NSKK bei. Bis 1937 war er wissenschaftlicher Assistent an der Technischen Hochschule unter anderem bei Gustav Hertz, Wilhelm Westphal und Hans Geiger, wo er 1937 mit einer Arbeit über einen Massenspektrographen zur Isotopentrennung der Rubidiumisotope bei Hans Kopfermann promoviert wurde (Dr.-Ing.) Von 1937 bis 1942 war er Assistent bei Kopfermann an der Universität Kiel. Dort konnte er sich 1942 habilitieren, ohne Mitglied der NSDAP zu werden. Die Habilitationsschrift war ursprünglich wegen politischer Unzuverlässigkeit abgelehnt worden, durch die Einflussnahme von Kopfermann wurde sie dann aber doch noch angenommen. Nach dem Weggang von Kopfermann nach Göttingen, der dort Direktor des zweiten Physikalischen Institutes wurde, vertrat er zunächst den vakanten Kieler Lehrstuhl, folgte dann aber Kopfermann nach Göttingen, wo er von 1942 bis 1947 dessen Oberassistent und Dozent war. 
Einen Ruf an die Universität Leipzig schlug er 1946 aus und folgte stattdessen einem Ruf auf eine ordentliche Professur für Experimentalphysik als Nachfolger von Eduard Grüneisen an die Universität Marburg. Hier musste er sofort beim Wiederaufbau der Universität nach der Diktatur des Nationalsozialismus helfen. Er wurde 1949 als Dekan der Naturwissenschaftlichen Fakultät gewählt und war dann von 1952 bis 1954 deren Rektor. Er war zudem von 1947 bis zu den Universitätsreformen in den 70er Jahren langjähriger Direktor des Physikalischen Instituts. 1978 wurde er emeritiert.
Wilhelm Walcher befasste sich auf der Basis seiner physikalisch-technischen Kenntnisse der Elektronen- und Ionenoptik und dem Bau von Massenspektrometern und Isotopenseparatoren mit Atom- und Kernphysik (Kernmomente, Hyperfeinstruktur). Diese Arbeiten konnten auch während des Zweiten Weltkrieges im Rahmen des Uranvereins fortgesetzt werden. In Marburg widmete er sich weiter den erwähnten Gebieten und zusätzlich den Kernreaktionen bei niedrigen Energien, der Kernspektroskopie, dem optischen Pumpen, dem Mößbauereffekt und der Oberflächenphysik.
Um 1980 „recycelte“ Walcher den für die Arbeiten im Uranverein gebauten Elektromagneten für den Bau des HELIOS-Separators für Kernspaltfragmente am TRIGA Forschungsreaktor Mainz.
Besondere Energie wandte er für die Ausbildung von Physik-Anfängern und Lehrern in einer weitbekannten Experimentalphysik-Vorlesung und dem Anfänger- und Fortgeschrittenen-Praktikum auf (siehe zitiertes Buch über Anfängerpraktikum). Diese Vorlesung stand in der Tradition von Robert Wichard Pohl, die sich bis Georg Christoph Lichtenberg zurückverfolgen lässt.
Von 1959 bis 1961 prägte er als Vorsitzender den damaligen Verband Deutscher Physikalischer Gesellschaften wesentlich mit und war maßgeblich daran beteiligt, dass 1963 die Neugründung der DPG gelang; die alte Physikalische Gesellschaft war durch die Alliierten nach dem Zweiten Weltkrieg aufgelöst worden. Walcher war an der Gründung von DESY und der GSI entscheidend beteiligt. Von 1961 bis 1967 war er zudem Vizepräsident der Deutschen Forschungsgemeinschaft. 1975 erhielt er das Große Verdienstkreuz der Bundesrepublik Deutschland. 1962 bis 1991 war er Mitherausgeber der Annalen der Physik in Leipzig. 1976 wurde er Ehrendoktor der Ruhr-Universität Bochum. Er wurde 1989 Ehrenmitglied der DPG.
Walcher war darüber hinaus auch gesellschaftlich sehr engagiert, insbesondere gehörte er zu den Göttinger Achtzehn, die sich 1957 gegen die geplante atomare Aufrüstung der Bundeswehr wandten.
Er ist der Vater des Physikers Thomas Walcher.
Zu seinen Doktoranden zählen Peter Brix und Detlef Kamke.

## Schriften
- Praktikum der Physik 9. Auflage. Vieweg/Teubner, 9. Auflage 2006. ISBN 3-519-23038-0 (zuerst 1966)
- mit Detlef Kamke: Physik für Mediziner, Teubner 1994.
- mit Max Wutz, Hermann Adam: Handbuch der Vakuumtechnik, 6. Auflage, Vieweg 1997.
- mit Wolfgang Riezler (Hrsg.) Kerntechnik, Teubner 1958.
- mit J. Koch, R.H.V.M. Dawton und W.L, Smith Electromagnetic Isotope Separators and Applications of Electromagnetically Enriched isotopes, North-Holland Publishing Company, Amsterdam 1958.